# Hoțul de cărți
Hoțul de cărți (în engleză The Book Thief) este un roman de ficțiune istorică al scriitorului australian Markus Zusak, amplasat în Germania nazistă în timpul celui de-al Doilea Război Mondial. Publicat în 2005, Hoțul de cărți este al patrulea roman al lui Zusak și devenit un bestseller internațional, a fost tradus în peste 40 de limbi și s-a vândut în 20 milioane de exemplare. A fost adaptat în lungmetrajul din 2013, Hoțul de cărți de Brian Percival.
Romanul prezintă aventurile unei adolescente, Liesel Meminger. Viețile și punctele de vedere ale numeroaselor victime ale războiului în desfășurare sunt redate din perspectiva unui personaj atipic, Moartea. Temele abordate de-a lungul povestirii sunt moartea, literatura și dragostea.
Deși în SUA a fost publicată în categoria cărților pentru copii, în Australia a apărut prima dată în categoria cărților pentru adulți.
După publicarea în SUA din 2006, romanul s-a aflat peste 500 de săptămâni în lista New York Times cu cele mai bune cărți și este inclus în lista revistei Time cu cele mai bune 100 de cărți pentru tineri din toate timpurile.

## Rezumat
Romanul este narat de personajul Moartea, care o prezintă pe Liesel Meminger, o tânără fată care trăiește cu părinții adoptivi, Hans și Rosa Hubermann, în Germania nazistă în timpul celui de-al Doilea Război Mondial. În timp ce încearcă să se obișnuiască cu noua ei casă, Liesel este expusă ororilor războiului și politicii. Situația politică din Germania se deteriorează, iar părinții ei adoptivi ascund în subsolul casei pe un bărbat evreu pe nume Max Vandenburg. Hans se simte apropiat de Liesel și cei doi împărtășesc aceeași pasiune pentru literatură, pentru scris și citit. Liesel începe să fure cărți pe care politicienii voiau să le distrugă. De asemenea, ajunge să-și scrie propria poveste și se împrietenește cu Max, și el cu o afinitate pentru cărți. Liesel o ajută pe mama ei adoptivă la treburile din casa primarului și aici o va cunoaște pe soția primarului, Ilsa Hermann, care îi permite să lectureze cărți în biblioteca ei.
Hans începe să fie bănuit de autorități că ar simpatiza cu adversarii politici de război ai Germaniei. Curând Max părăsește casa familiei Hubermann de teamă să nu îi pună în pericol, dar se întoarce în cele din urmă. Străzile sunt atacate de bombe, inclusiv strada pe care locuiește Liesel, ucigându-i prietenii, familia și vecinii. Salvarea ei este că se afla în subsolul casei în momentul raidului aerian, lucrând la manuscrisul ei. Este singura supraviețuitoare.
După mulți ani, sau cum spune Moartea, „chiar ieri”, Liesel moare de bătrânețe în suburbiile din Sydney, Australia, alături de familie și mulți prieteni, deși nu i-a uitat niciodată pe Hans, Rosa, Max, pe prietenul ei Rudy și pe fratele ei. Când Moartea ia sufletul lui Liesel, îi dă manuscrisul pe care ea îl pierduse în bombardament. Liesel o întreabă dacă l-a citit și Moartea îi spune: „Da”, dar este incapabilă să înțeleagă dualitatea oamenilor. Ultimele cuvinte ale morții sunt atât pentru Liesel, cât și pentru cititor: „Sunt bântuită de oameni”.

## Personaje
Moartea
Moartea, colecționarul de suflete, cunoscut ca un personaj negativ întunecat și enigmatic, putând lua orice formă, spune povestea unei tinere fete care se maturizează în Germania nazistă și în al doilea război mondial. Moartea, în povestirea ei, insistă că „poate fi veselă”, chiar afabilă, dar mai spune și că în niciun caz nu poate fi drăguță. Și uneori Moartea este „silită” să acționeze solidar cu povestea oamenilor.
Liesel Meminger
Protagonista poveștii este o tânără fată adoptată. Ea este crescută de familia Hubermann, după ce tatăl ei biologic „abandonează” familia pentru că era considerat comunist, fratele ei murise, iar mama ei fusese obligată să o trimită într-o casă de plasament pentru a evita persecuția nazistă. Liesel este „hoțul de cărți” la care se face referire în titlu, deoarece este fascinată de puterea cuvintelor. Liesel fură cărți de la un gropar, de la un foc și de la soția primarului, Ilsa Hermann.
Hans Hubermann (Tata)
Tatăl adoptiv al lui Liesel și soțul Rosei, Hans este un fost soldat german din timpul Primului Război Mondial, acordeonist și pictor. El și Liesel devin apropiați, el fiind principala sursă de putere și sprijin pentru ea. Și el, ca și Liesel, nu are prea multă experiență la citit. Împreună, cei doi învață să citească mai bine și notează toate cuvintele pe care le învață pe un perete din pivniță. Hans îl ajută pe Max pentru că tatăl lui îl salvase în primul război mondial.
Rosa Hubermann (Mama)
Rosa este mama adoptivă a lui Liesel. Este o femeie mai severă, veșnic nemulțumită. Dar în ciuda temperamentului său, este o soție iubitoare pentru Hans și o mamă bună pentru Liesel. Pentru a suplimenta veniturile gospodăriei, ea face treburi casnice pentru cinci dintre gospodăriile mai înstărite din localitate.
Rudy Steiner
Vecinul lui Liesel, Rudy, are tendința de a ajunge mereu în situații dificile. Deși are aspectul unui german tipic, blond cu ochi albaștri, el nu îi susține pe naziști. Ca membru al unei familii relativ sărace, cu șase copii, Rudy este mai mereu flămând. Este cunoscut în tot cartierul din cauza „incidentului Jesse Owens”, când într-o noapte s-a colorat în negru cu cărbune și a alergat o sută de metri pe terenul de sport al orașului. Este bine pregătit din punct de vedere intelectual și este atletic, ceea ce atrage atenția oficialilor din Partidul Nazist, care încearcă să-l recruteze. Faptul că refuză să sprijine partidul nazist începe să devină o problemă pe măsură ce povestea avansează. Rudy devine cel mai bun prieten al lui Liesel și mai târziu se îndrăgostește de ea. În final moare, înainte ca Liesel să-și mărturisească dragostea.
Max Vandenburg
Un boxer evreu care se refugiază din calea regimul nazist în pivnița familiei Hubermann. Este fiul unui soldat german din Primul Război Mondial care a luptat alături de Hans Hubermann, iar cei doi au legat o prietenie strânsă în timpul războiului. În timpul terorii naziste, Hans este de acord să-l adăpostească pe Max și să-l ascundă de partidul nazist. Max se împrietenește cu Liesel și descoperă că împărtășesc o anume afinitate pentru cuvinte. El îi scrie două cărți și îi arată un caiet de schițe care conține povestea vieții lui, ceea ce o ajută pe Liesel să se dezvolte ca scriitoare și cititoare, dar îi și salvează viața în timpul bombardamentelor.
Ilsa Hermann
Este soția primarului din Molching, pentru care lucrează Rosa Hubermann. După moartea singurului ei fiu, Johann, în Marele Război, a căzut în depresie. Ilsa îi permite lui Liesel să vină în vizită, să citească și să fure cărți din biblioteca ei personală. De asemenea, îi dăruiește lui Liesel o carte neagră, care o va determina pe Liesel să scrie propria ei poveste, „Hoțul de cărți”.
Werner Meminger
Fratele mai mic al lui Liesel, care călătorea în tren împreună cu mama și sora lui, a murit brusc și a fost înmormântat într-un cimitir de lângă șinele de tren. Moartea lui a permis să fie furată prima carte, manualul unui gropar lăsat de un băiat care învăța să lucreze în cimitir.
Paula Meminger (mama lui Liesel)
Mama lui Liesel este menționată în poveste doar de câteva ori. Soțul ei fusese luat de naziști înainte de a începe romanul pentru că era comunist, iar ea își ducea ambii copii în plasament doar pentru a-i salva de persecuția nazistă. Pentru o vreme, Liesel îi scrie scrisori mamei sale crezând că există o șansă să fie încă în viață. La fel ca tatăl lui Liesel, și mama ei moare, dar până la urmă Liesel înțelege că mama ei a dat-o pentru a o proteja.
Hans Jr. (fiul lui Hans și Rosa) Hans Jr. este fiul lui Hans și al Rosei Huberman. Este un susținător înfocat al partidului nazist și se ceartă des cu tatăl său din acest motiv. Va fi trimis să ia parte la bătălia de la Stalingrad.

## Teme

### Mortalitatea
Cartea este istorisită de personajul/naratorul Moartea, ceea ce subliniază ideea că mortalitatea este prezentă în viața fiecărui personaj. De-a lungul romanului, decesele unor personaje importante reafirmă prezența mortalității. Deoarece romanul are loc în timpul celui de-al Doilea Război Mondial, moartea și genocidul sunt aproape omniprezente în roman.
Moartea este prezentată într-un mod mai puțin rece și mai puțin amenințător. Deoarece ea narează și explică motivele din spatele distrugerii fiecărui personaj, dar și cum simte că trebuie să ia le viața, Moartea inspiră mai degrabă un sentiment de grijă decât de frică. La un moment dat, Moartea afirmă că „până și moartea are o inimă”, ceea ce confirmă că moartea și întregul proces implicat presupun o anumită grijă și respect.

### Limbaj, lectură și scriere
De-a lungul romanului, limbajul, lectura și scrierea sunt prezentate ca elemente simbolice de exprimare și libertate. Ele oferă identitate și eliberare acelor personaje care au sau care dobândesc puterea de alfabetizare: „adevărata putere a cuvintelor”. Totodată, constituie un cadru pentru maturizarea lui Liesel. La începutul poveștii, la scurt timp după înmormântarea fratelui ei, Liesel găsește o carte în zăpadă, una pe care nu o poate citi. Sub tutela tatălui ei adoptiv Hans, ea învață încet să citească și să scrie. Până la sfârșitul romanului, personalitatea ei este în mare măsură definită de progresul în citire și scriere. Gradul ei de alfabetizare este direct proporțional cu dezvoltarea fizică și maturizarea ei pe parcursul poveștii.
De asemenea, nivelul de alfabetizare, de cunoaștere, reprezintă un indicator social. Oamenii bogați din poveste sunt adesea descriși ca fiind alfabetizați, au cărți și chiar propriile biblioteci, în timp ce oamenii săraci sunt analfabeți și nu au cărți. Discursul abraziv și de multe ori scatologic al Rosei Huberman față de familia ei și față de alții este emblematic pentru viața disperată a claselor mai sărace.
Arderea cărților de către naziști descrisă în roman reprezintă răul întrupat. În mod simbolic, Liesel salvează cărțile din foc și astfel își revendică libertatea și refuzul de a fi controlată de statul opresiv.

### Dragostea
În mijlocul pierderilor cauzate de război, dragostea este o temă centrală care acționează ca un catalizator pentru schimbare și sacrificiu pe parcursul cărții. Liesel își depășește traumele învățând să iubească și să fie iubită de familia ei adoptivă și de prietenii ei. La începutul romanului, Liesel este traumatizată nu numai de moartea fratelui ei și de separarea de propria familie, ci și de problemele majore ale Germaniei devastate de război și de distrugerea adusă de partidul nazist. Pe măsură ce Hans, tatăl adoptiv al lui Liesel, dezvoltă o relație cu ea, tânăra se poate vindeca și maturiza deplin. Acest tipar se reflectă în dinamica relațională dintre familia Hubermann și Max. Într-o societate condusă de politici guvernamentale care pretind că pot judeca cine este om și cine nu, relația familiei Hubermann cu Max sfidează regimul nazist. Mai mult, dragostea născută din prietenia dintre Max și Liesel creează un contrast puternic cu ura fascistă din fundalul poveștii.
Dragostea se împletește și cu temele identității și limbajului/lecturii, deoarece împreună au scopul de a oferi libertate și putere în mijlocul haosului și controlului exercitat de autoritățile opresive. Ultimele cuvinte ale lui Liesel din propria poveste scrisă sunt „Am urât cuvintele și le-am iubit și sper că le-am orânduit bine”. Ea are puterea de a-și exprima dragostea pe hârtie.

## Adaptare cinematografică
O adaptare cinematografică a fost lansată pe 8 noiembrie 2013. Filmul fost regizat de Brian Percival, iar scenariul a fost scris de Michael Petroni. Rolurile principale au fost interpretate de Geoffrey Rush (Hans Hubermann) și Emily Watson (Rosa Hubermann), Ben Schnetzer (Max Vandenburg), Nico Liersch (Rudy Steiner) și Sophie Nélisse (Liesel Meminger). John Williams a compus muzica pentru coloana sonoră. O mare parte a filmului a fost filmată în Görlitz, Germania.

## Adaptare muzicală
Romanul a fost adaptat într-o piesă de teatru muzical, ce a avut premiera la Octagon Theatre din Bolton, Greater Manchester, Anglia, pe 17 septembrie 2022. Libretul a fost scris de Jodi Picoult și Timothy Allen McDonald, pe muzică și versuri de Elyssa Samsel și Kate Anderson. Spectacolul a fost regizat de Lotte Wakeham.

## Premii
- 2006: Commonwealth Writers' Prize pentru Cea mai bună carte (Asia de Sud-Est și Pacificul de Sud)[5]
- 2006: Jurnalul bibliotecii școlare, Premiul pentru Cea mai bună carte a anului
- 2006: Premiul Daniel Elliott pentru pace
- 2006: Publishers Weekly Cea mai bună carte pentru copii a anului
- 2006: Premiul Național pentru Cartea Evreiască de Literatură pentru Copii și Tineri[18]
- 2006: Buletinul Blue Ribbon Book[19]
- 2007: Cartea de onoare Michael L. Printz.[20] Premiul Printz este acordat celei mai bune cărți pentru adolescenți, bazat doar pe calitatea scrisului.
- 2007: Premiul Book Sense Cartea Anului în literatura pentru copii
- 2007: Sydney Taylor Book Award pentru cea mai bună carte în literatura evreiască pentru copii și adolescenți
- 2007: Best Book for Young Adults (Cea mai bună carte pentru tineri) acordat de ALA (Asociația Bibliotecilor Americane)[21]
- 2009 Pacific Northwest Young Readers Choice Master List[22]